# Luis Polonia
Luis Andrew Polonia Almonte (Santiago, 10 de diciembre de 1963) es un ex-beisbolista dominicano que jugaba en la posición de jardinero izquierdo. Jugó en las Grandes Ligas de Béisbol. También se desempeñaba como bateador designado.
Firmado por los Atléticos de Oakland como amateur en 1984, Polonia hizo su debut en las Grandes Ligas con los Atléticos el 24 de abril de 1987, y apareció en su último partido el 1 de octubre de 2000. Jugó con dos equipos en la Serie Mundial, ganando con los Bravos de Atlanta en 1995 y con los Yanquis de Nueva York en el año 2000.

## Liga mexicana
Después de terminar su carrera deportiva en Grandes Ligas, Polonia jugó dos temporadas (1997 y 1998) con Tigres Capitalinos, un equipo de la Liga Mexicana de Béisbol donde mantuvo un promedio de .350, logrando dos ciclos de bateo (sencillo, doble, triple y jonrón) en dos partidos de la temporada.

## Liga dominicana
Apodado la "Hormiga Atómica", Polonia fue altamente estimado en la Liga Dominicana jugando durante toda su larga carrera con las Águilas Cibaeñas. A lo largo de una carrera kilométrica de 27 temporadas, Polonia rompió varios récords en la liga. Líder de todos los tiempos en hits (923), triples (43) y carreras anotadas (517). Polonia se retiró de la liga el 20 de diciembre de 2010. Posee varios lideratos de por vida en la liga dominicana, tales como: líder en hits con 927, líder en triples con 43 y líder en carreras anotadas con 517.

### Estadísticas
| Temporadas | Juegos | AB    | BA   | H   | 2B  | 3B | Anotadas | Bases robadas | BB  |
| 27         | 776    | 3,014 | .306 | 923 | 147 | 43 | 517      | 184           | 355 |